# Mykolas Karka

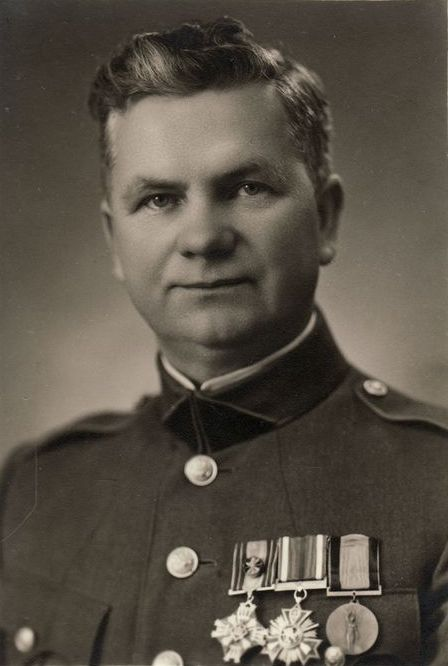
Mykolas Karka im Jahre 1939

Mykolas Karka (* 12. November 1892 in Samarakėliai, Rajongemeinde Anykščiai; † 12. August 1984 in Panevėžys) war ein litauischer Dirigent und Komponist, Gründer von Musiktheater Panevėžys.

## Leben
Von 1903 bis 1906 lernte er in Troškūnai und danach in der Musikschule in Vilnius. 1915 leitete er „Spindulio“-Arbeiterchor. Ab 1918 wohnte et in Panevėžys. Von 1919 bis 1944 lehrte er Musik am Gymnasium Panevėžys, am Lehrerseminar (1927–1935) und in der Handwerkschule (1938–1944). 1924 organisierte er das erste Stadtliederfest in Panevėžys. Von 1944 bis 1960 lehrte er in der Musikschule Panevėžys und von 1944 bis 1950 war Direktor. Von 1960 bis 1975 leitete er Musiktheater Panevėžys. Er bereitete viele Operetten vor.
1955 wurde er mit dem Namen „Verdienter Künstler“ Sowjetlitauens geehrt.